# Józef Kożuchowski (ekonomista)

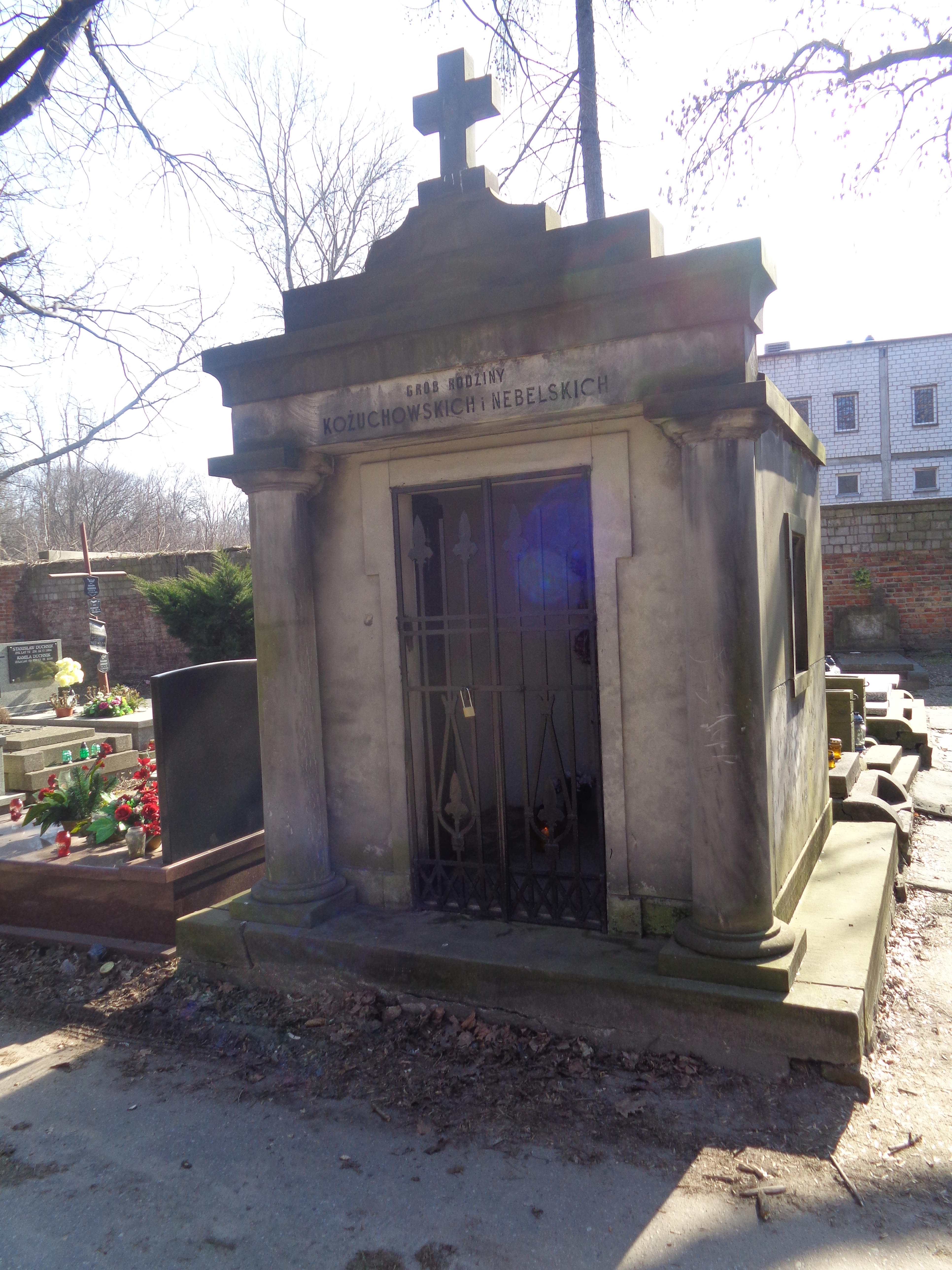
Nagrobek Józefa Kożuchowskiego na Cmentarzu Powązkowskim

Józef Kożuchowski (ur. 17 kwietnia 1886 w Krakowie, zm. 7 września 1968 w Warszawie) – polski ekonomista, urzędnik państwowy, działacz gospodarczy.

## Życiorys
Był synem Aleksandra i Haliny z Mierzwińskich, od 1895 mieszkał w Warszawie.
Był członkiem Związku Młodzieży Polskiej „Zet”, Narodowego Związku Robotniczego i Towarzystwa Oświaty Narodowej. W 1906 ukończył w Warszawie średnią szkołę handlową. Od 1907 studiował na Uniwersytecie Lwowskim, w 1909 należał do założycieli, a następnie był jednym z przywódców i czołowych publicystów Organizacji Młodzieży Niepodległościowej „Zarzewie”. W latach 1909–1911 studiował ekonomię na Uniwersytecie Ludwika i Maksymiliana w Monachium (studiów jednak nie ukończył). W latach 1911–1915 pracował w Lubelskim Towarzystwie Rolniczym, po wybuchu I wojny światowej był działaczem Ligi Narodowej oraz Komitetu Narodowego Polskiego. Od lipca 1915 przebywał w Moskwie, od 1 września 1915 był kierownikiem Działu Statystyki Wygnańczej przy Radzie Zjazdów Polskich Organizacji Pomocy Ofiarom Wojny. Po rewolucji lutowej został w 1917 członkiem Związku Zjednoczenia i Niezawisłości Polski, a w sierpniu tegoż roku sekretarzem Rady Polskiej Zjednoczenia Międzypartyjnego. Po wybuchu rewolucji październikowej znalazł się w Kijowie, a jesienią 1918 powrócił do Warszawy.
30 marca 1919 został kierownikiem (następnie naczelnikiem) Wydziału Statystyki Strat Wojennych Głównego Urzędu Likwidacyjnego. W lutym 1925 uzyskał stopień magistra prawa na Uniwersytecie Warszawskim. W 1925 został wiceprezesem, a od 19 czerwca 1926 był prezesem GUL. 12 listopada 1926 został p.o. dyrektora, a od grudnia 1926 był dyrektorem departamentu organizacyjnego w Ministerstwie Przemysłu i Handlu, a od 15 kwietnia 1930 do 4 sierpnia 1932 wiceministrem przemysłu i handlu.
W sierpniu 1930 został dyrektorem departamentu konsorcjalno-przemysłowego Banku Gospodarstwa Krajowego, od listopada 1935 był wiceprezesem BGK. W 1933 został sędzią Sądu Kartelowego. Od maja 1937 kierował Komisją Hutniczą, która z ramienia władz państwowych przedłożyła w grudniu 1937 projekt reorganizacji polskiego hutnictwa. 2 listopada 1938 został podsekretarzem stanu w Ministerstwie Skarbu, gdzie odpowiadał za kwestie bilansu płatniczego, nadzór na przedsiębiorstwami państwowymi i sektor ubezpieczeń. Był zwolennikiem polityki etatystycznej i wzmacniana procesów industrializacyjnych.
W okresie międzywojennym był m.in. Prezesem Zarządu Głównego Towarzystwa Rozwoju Ziem Wschodnich, prezesem Rady Ligi Morskiej i Kolonialnej.
Po wybuchu II wojny światowej znalazł się w Rumunii, a od listopada 1939 przebywał w Paryżu, gdzie pracował w Biurze Celów Wojennych. Po upadku Francji mieszkał w Lyonie, następnie w Grenoble, kierował komitet społecznych zajmującym się ochroną ludności polskiej. Od 1942 przebywał w Londynie, był sekretarzem generalnym w Ministerstwie Przemysłu, Handlu i Żeglugi, zajmował się opracowaniem planów gospodarczej odbudowy Polski.
Powrócił do Polski we wrześniu 1947, od 1 grudnia 1947 pracował jako doradca ekonomiczny w Ministerstwie Skarbu, 1 grudnia 1948 przeszedł na emeryturę. Od 1949 pracował w Państwowym Muzeum Zoologicznym, od 1955 jako starszy asystent, od 1957 jako adiunkt w dziale historii, publikował prace z zakresu historii i historiografii zoologii. Został pochowany na cmentarzu Powązkowskim w Warszawie (kwatera 342-6-1,2).

## Ordery i odznaczenia
- Krzyż Komandorski Orderu Odrodzenia Polski (10 listopada 1927)[4][5]
- Krzyż Niepodległości (17 marca 1932)[6]
- Złoty Krzyż Zasługi po raz pierwszy (9 listopada 1931)[7]
- Złoty Krzyż Zasługi po raz drugi (11 listopada 1937)[8]